# Lov Grover
Lov Kumar Grover (* 1960 in Merath, Indien) ist ein indisch-amerikanischer Informatiker, der 1996 mit dem Grover-Algorithmus erstmals an einem realen Beispiel theoretisch bewiesen hat, dass Quantencomputer schneller als klassische Computer sind. Der ältere Deutsch-Jozsa-Algorithmus war ein Vorläufer, aber ohne praktische Anwendung. 

## Leben
Grover studierte bis 1981 am Indian Institute of Technology in Delhi und machte 1984 seinen Ph.D. in Elektrotechnik an der Stanford University. Danach ging er zu den Bell Laboratories, unterbrach seine Tätigkeit dort jedoch von 1987 bis 1995 für eine Assistenzprofessorenstelle an der Cornell University.
Zurück bei den Bell Labs entwickelte er 1996 den heute nach ihm benannten Suchalgorithmus und verallgemeinerte ihn 1998 auf eine Vielzahl wichtiger Probleme der Informatik. 2000 entwickelte er auch einen Quantenalgorithmus, der Fuzzy Retrieval erlaubte.